# Emanuela Garuccio
Emanuela Garuccio (geb. am 12. Januar 1973 in Rom) ist eine italienische Filmschauspielerin und ein Model.
Garruccio ist die Tochter eines italienischen Vaters aus Kalabrien und einer algerischen Mutter. Nach der Schule begann sie zunächst als Model zu arbeiten, zudem wurde sie Testimonial, eine Fürsprecherin für die Nivea-Creme für den arabischen Markt und dort sowie in Italien und in Frankreich bekannt.
1997 debütierte sie in Frankreich als Schauspielerin in Marquise – Gefährliche Intrige. Zudem begann sie in Rom ein Schauspielstudium am Centro Sperimentale di Cinematografia, das sie in Berlin und Los Angeles fortsetzte. Zu ihren Filmproduktionen gehörte 2004 Nero – Die dunkle Seite der Macht und 2009 eine Rolle im italienischen Ableger der Serie Kommissar Rex.

## Filmografie
- 1997: Marquise – Gefährliche Intrige
- 1997: Prinzessin Amina (Fernsehserie)
- 1999: Mozart è un assassino
- 2000: Mein Partner auf vier Pfoten (Fernsehserie)
- 2001: Klaras Hochzeit
- 2002: Maria Josè, l'ultima regina
- 2002–2003: Beauty Centre (Fernsehserie)
- 2003: Marcinelle
- 2003: Segui le ombre
- 2003: La cittadella (Fernsehserie)
- 2003–2004: Elisa
- 2004: Nero – Die dunkle Seite der Macht
- 2003–2006: Incantesimo (Fernsehserie)
- 2007: Carla Rubens (Fernsehserie)
- 2008: La morte di pietra
- 2009: L'ispettore Coliandro (Fernsehserie)
- 2009: Il mercante di stoffe
- 2009: Kommissar Rex (Fernsehserie, italienischer Ableger der Serie, Staffel 2, Folge 2)[3]
- 2017: Ho amici in paradiso